# Internationale Medienhilfe
IMH-Internationale Medienhilfe (Międzynarodowe Zrzeszenie Wspierania Mediów) – powstałe w 1996 roku jest niekomercyjną, niezależną organizacją samopomocową i wspólnotą roboczą międzykulturowych mediów, mediów emigrantów i mediów żydowskich z całego świata. Do Internationale Medienhilfe należą też wydawnictwa i nadawcy radiowi z Polski.
Cele członków IMH:
- wspieranie współpracy między mediami i ich twórcami na całym świecie
- wspieranie wolności prasy i swobody wyrażania poglądów
- wspieranie międzynarodowego dziennikarstwa
- wspieranie porozumienia między narodami
- wspieranie wielojęzyczności
- wspieranie innowacji w mediach
- wspieranie kształcenia młodych adeptów mediów.